# Um Instante Maestro
Um Instante Maestro foi um programa criado na Rádio Nacional do Rio de Janeiro por Flávio Cavalcanti em 1952 e levado para a televisão pela primeira vez em 1957 através da TV Tupi Rio de Janeiro. Com a mudança de Flávio para a TV Rio em 1959, ele passa a apresentar reportagens variadas para o programa Reporter Ducal. Com isso o Um Instante Maestro sai do ar por alguns anos.
Em janeiro de 1965, Flávio Cavalcanti recria-o pela TV Excelsior Rio de Janeiro, e em 1967 volta para a TV Tupi, sempre às terças-feiras. O programa consistia em uma espécie de tribuna, onde Flávio fazia criticas e elogios às músicas lançadas na semana conforme sua opinião. Várias inovações marcaram o programa, como o uso de uma estante de palco para serem colocadas as fichas a serem usadas, ideia criada por Flávio e que é adotada até hoje por todos os apresentadores e a quebra simbólica de discos nessa mesma estante, quando o mesmo era considerado ruim pelo apresentador, compositor e crítico.
Foi no programa também que Flávio criou um juri artístico com objetivo de julgar músicas, interpretes e mais tarde calouros em outro programa que ele conseguiu na sua fase na TV Tupi, A Grande Chance, apresentado às quintas. A partir de 1969, os programas juntaram-se e acabaram virando Programa Flávio Cavalcanti, exibido primeiramente aos domingos pela Tupi em rede nacional às oito da noite, depois seguindo para a TV Record, já na década de 1970. Nos anos oitenta, foi recriado por Silvio Santos no SBT, até a morte do apresentador em 1986.